# Motoko Kusanagi
Motoko Kusanagi (草薙 素子?, Kusanagi Motoko) è un personaggio immaginario e la protagonista della serie manga e anime Ghost in the Shell, creato da Masamune Shirow. A causa di un non specificato incidente nel suo passato, per garantirle la sopravvivenza è stata trasformata in un cyborg completamente artificiale e, in virtù delle caratteristiche corporee così acquisite, impiegata, con il grado di maggiore, nella Sezione di Sicurezza Pubblica numero 9 (公安9課?, Kōan Kyūka), una divisione immaginaria del Ministero degli interni giapponese. Il suo cognome deriva dall'omonima spada mitologica.
Il personaggio è ritratto in tutte le varie opere del media franchise in modi molto differenti. Essendo quasi tutti questi spin-off l'uno dell'altro, le caratteristiche di Motoko sono, secondo la storia seguita, molto diverse, ma sono costruite per dare risalto ai principali temi trattati dal franchise: l'intelligenza artificiale, l'ipotesi del fantasma nella macchina (ghost in the machine), il problema della definizione di vita e di intelligenza.

## Apparizioni

### Manga
Motoko è ritratta inizialmente come un soldato esemplare, è una presenza incombente in servizio per la Sezione 9: leader indiscussa della propria squadra che non compie errori, ma talvolta poco responsabile e non equilibrata. Fuori dal lavoro, va cercando esperienze dense di sensazioni che fanno sentire il suo essere totalmente artificiale in contatto con la sua parte naturale perduta: fa immersioni subacquee di profondità, fa esperienze lesbiche di sesso di gruppo mentre è fidanzata con un ragazzo. Cominciando il caso del Marionettista, da cui trae spunto la trama del film, inizia a cambiare; mostrando molta riflessione interiore, il maggiore si interroga sul significato dell'esistenza e si domanda come si possa stabilire davvero cosa sia o non sia vita intelligente. Alla fine, il Marionettista, che vuole un'identità umana, convince Kusanagi, che all'inizio è scettica, a fondersi con la sua coscienza, offrendogli dunque il proprio corpo.
Nel secondo volume, Ghost in the Shell 2: ManMachine Interface, una persona nota come Motoko Aramaki compare come protagonista. Si scopre che dentro di sé sono contenuti degli "elementi" di Motoko Kusanagi, insieme ad elementi del Marionettista. È identificata come "Motoko 11" lasciando intendere che vi siano molti più ibridi di quelli che appaiono nella storia. Il manga continua trattando di come lei incontra altri ibridi, scoprendo le identità dentro sé stessa.

### Ghost in the Shell
Nei due film di Mamoru Oshii, Motoko presenta alcune differenze sostanziali con il personaggio del manga, dovute anche ad una impostazione generale più introspettiva di quest'opera. Diversamente dalla controparte del manga, il maggiore appare quasi priva di relazioni personali fuori dal lavoro, a cui si dedica con devozione, ha un volto vagamente androgino che raramente mostra emozioni, mentre ha un comportamento più contemplativo e taciturno. La storia del film segue i capitoli del manga dove si investiga attorno ad un misterioso e geniale hacker noto come il Marionettista. Mentre si svolge questa indagine, ella, pur essendo un cyborg dal corpo perfetto, mostra tutta la sua inquietudine: poiché Motoko ha un corpo totalmente cibernetico, non è certa che la sua coscienza (il suo "ghost") mantenga una qualche umanità, si interroga sul significato dell'esistenza e specula sulla possibilità che sia stata creata interamente sintetica, con memorie generate artificialmente per farla mantenere nel suo stato di servizio per il Governo. Lungo il film, ella cerca risposte alle sue domande incontrando finalmente il Marionettista, una IA impazzita divenuta senziente che cerca anch'essa le stesse risposte. Nell'acme dell'opera, Kusanagi e il Marionettista uniscono le loro memorie per formare una nuova entità che esiste libera da confini fisici e si propaga attraverso i corpi dei cyborg connessi alla rete, dando inizio ad una forma di vita completamente nuova.

### Ghost in the Shell 2 - Innocence
Il Maggiore non compare. Durante tutto il film, Motoko fa la sua prima apparizione "vera" nella villa di Kim, dove irrompe nella componente del corridoio dei falsi ricordi di Kim e si inserisce (rappresentata dal corpo protesico della bambina che abitava alla fine del primo film), e fornisce indizi per avvisare Batou del tentativo di "hackeraggio" di Kim su se stesso e Togusa. Il "fantasma" del Maggiore alla fine ritorna di persona per aiutare Batou sulla nave officina ginoide Locus Solus. Utilizzando una trasmissione satellitare, tenta di scaricare il suo "fantasma" in uno dei modelli di produzione di ginoidi Hadaly, tuttavia, a causa della memoria insufficiente dell'e-cervello del ginecologo, è in grado di scaricare solo una frazione del suo "fantasma" completo nella bambola. La sua personalità non è cambiata molto dal primo film - conserva ancora la sua passione per la filosofia e le sue notevoli abilità in battaglia, sebbene abbia anche acquisito le formidabili capacità di hacking di Puppet Master. In una sequenza culminante, fa a pezzi il suo corpo meccanico nel processo di apertura del portello della CPU della nave per hackerarlo. Dopo aver bloccato con successo la nave e aver scoperto la verità dietro la cospirazione, Kusanagi si prepara a scomparire ancora una volta nella Rete, ma rassicura un Batou scoraggiato che ogni volta che accede, lei sarà sempre al suo fianco.

### Ghost in the Shell: Stand Alone Complex
Il Maggiore conserva gran parte della sua personalità dal manga della serie anime Ghost in the Shell: Stand Alone Complex e dal suo seguito Ghost in the Shell: S.A.C. 2 ° GIG, anche se non è irrispettosa nei confronti del Capo come nel manga. Come nel manga e a differenza dei film, dove aveva i capelli neri e gli occhi grigio-blu, ora ha i capelli blu-viola e gli occhi rosso-viola. Per tutta la serie, il Maggiore mantiene la sua caratteristica presenza e autorità. Tra i vari membri della Sezione 9, Kusanagi è di solito quello che il Capo Aramaki sceglie per accompagnarlo in affari ufficiali e non. La vita personale di Kusanagi non viene mostrata molto nella prima stagione. È stata sottoposta a ciberizzazione in tenera età e ha avuto problemi ad adattarsi all'uso del suo corpo, il che l'ha portata a rompere inavvertitamente una delle sue bambole preferite. Tiene un orologio da polso come prova del suo passato.
Inizia dunque a mettere in dubbio l'uso dei carri armati senzienti Tachikoma, poiché mostravano segni di individualità e curiosità non adatti al combattimento. Alla fine, decide di farli spogliare delle armi e rimandarli al laboratorio che li ha fabbricati per l'analisi e ulteriori lavori. Quando i Tachikoma si sono sacrificati per salvare Batou, il maggiore Kusanagi capisce che aveva torto a interrompere l'uso del Tachikoma e propone che potrebbero essersi evoluti per avere loro stessi fantasmi. 

#### Ghost in the Shell: Stand Alone Complex 2nd GIG
Nella seconda stagione il suo passato è stato rivelato. Una volta era una ragazzina che aveva avuto un incidente aereo facendola entrare in coma. Un ragazzo che è stato anche vittima dell'incidente aereo ha realizzato in continuazione gru origami usando solo la mano sinistra, poiché gran parte del suo corpo è rimasto paralizzato nell'incidente, nella speranza di dargliele quando si è svegliata. Motoko è stato infine portato via quando si sono verificate complicazioni mediche. Il ragazzo pensava che fosse morta, ma in realtà era stata cyberizzata e le era stato dato un corpo protesico completo. Quando è tornata a vedere il ragazzo, il ragazzo non l'ha riconosciuta e l'ha ignorata. Quando ha lasciato l'ospedale, il ragazzo ha capito che era la ragazza in coma e ha preso la decisione di farsi cyberizzare e cercarla, ma non l'ha mai più rivista. Per tutta la seconda stagione, il Maggiore e la Sezione 9 si scontrano con un gruppo terroristico chiamato "Gli Undici Individuali". Credendo che fosse un altro complesso a sé stante, hanno collaborato involontariamente con Kazundo Gouda per capire il loro motivo. Quando gli undici leader dei singoli undici si rivelano, si uccidono tutti a vicenda tranne Hideo Kuze. Successivamente è stato rivelato che Hideo Kuze era il ragazzino che Motoko una volta conosceva da bambino; questa scoperta le ha causato una certa confusione emotiva.

### Film
Nel 2016 sono iniziate le riprese di un film d'azione statunitense in live action basato su questo manga, tra la Nuova Zelanda e la California, con l'attrice protagonista Scarlett Johansson nel ruolo del maggiore Mira Killian (Motoko Kusanagi); il film è uscito nelle sale a primavera 2017.

## Accoglienza
Il personaggio fu ben ricevuto dai media e dalla critica e rimane stabilmente un termine di confronto per il character design e per l'analisi e la critica degli anime, con pubblicazioni dedicate interamente o quasi all'analisi di questo personaggio.
Per quanto riguarda l'accoglienza nei media, fu molto forte sia in Giappone, sia soprattutto negli Stati Uniti. Nel 1996, The San Francisco Chronicle nota che, nonostante sia stata spesso disegnata con molto fanservice, è un personaggio dai connotati profondi. Nel 2008, UGO Networks ha incluso questa "perfetta bambola cibernetica" fra le 75 "Top Animated Hotties", e l'ha anche inclusa nelle "Hot Girls We Wish Were Real" alla nona posizione. Nel 2009, Motoko è classificata tredicesima nella lista di IGN dei principali personaggi degli anime di tutti i tempi, commentando che seguire le sue avventure non fu mai meno che affascinante.